# Poruczik Czunczewo
Poruczik Czunczewo (bułg. Поручик Чунчево) – wieś w Bułgarii, w obwodzie Dobricz, w gminie Kawarna. Według danych szacunkowych Ujednoliconego Systemu Ewidencji Ludności oraz Usług Administracyjnych dla Ludności, 15 czerwca 2022 roku miejscowość liczyła 31 mieszkańców.